# Gino Filippini
Gino Filippini (Alessandria, 7 maggio 1900 – Roma, 4 aprile 1962) è stato un compositore, direttore d'orchestra e arrangiatore italiano.

## Biografia
Figlio di un impiegato delle ferrovie, Filippini fu un bambino prodigio, che iniziò a studiare pianoforte all'età di cinque anni e che creò la sua prima composizione, "Fantasia funebre", a soli nove anni. Si laureò in composizione e pianoforte presso il conservatorio della sua città natale, e dopo la prima guerra mondiale si trasferì a Torino dove studiò composizione con Luigi Perrachio.
Negli anni venti Filippini fu impegnato come direttore d'orchestra a Radio Berna, in Svizzera, e successivamente lavorò in Germania e in Spagna. Ritornato a Torino, entrò come pianista nell'Orchestra Cetra diretta da Pippo Barzizza, suonando nelle incisioni di vari artisti, tra cui il Trio Lescano, Enzo Aita e Luigi Astore; nello stesso periodo formò una delle prime orchestre di jazz italiane e cominciò a comporre canzoni, ottenendo il suo primo successo nel 1939 con "Sulla carrozzella" eseguita da Odoardo Spadaro.
Dopo vari successi, a partire dagli anni cinquanta Filippini si dedicò quasi esclusivamente all'attività di arrangiatore per gruppi jazz e orchestre ed al comporre colonne sonore per il cinema, per la radio Rai e il teatro di rivista.

## Filmografia parziale
- La fortuna viene dal cielo (1942)
- In cerca di felicità (1943)
- L'avventura di Annabella (1943)
- La vita è bella (1943)
- Tutta la città canta (1945)
- Chi l'ha visto? (1945)
- Femmina incatenata (1949)
- Le due sorelle (1950)
- La bisarca (1950)
- Angelo tra la folla (1950)
- Verginità (1951)
- La vendetta di una pazza (1951)
- Cani e gatti (1952)
- Serenata amara (1952)
- Gli innocenti pagano (1952)
- Città canora (1952)
- Martin Toccaferro, regia di Leonardo De Mitri (1953)
- Piovuto dal cielo (1953)
- Siamo ricchi e poveri (1954)
- Altair (1955)
- Donatella (1956)
- Moglie e buoi (1956)
- La canzone più bella (1957)
- Addio per sempre (1957)
- L'eretico (El hereje), regia di Francisco de Borja Moro (1958)
- I prepotenti (1958)
- Prepotenti più di prima (1959)
- Lui, lei e il nonno (1961)
- Il segreto dello sparviero nero (1961)
- Le avventure di Mary Read (1961)
- Duello nella Sila (1962)